# Mt. Helium
Mt. Helium, voorheen bekend als Apex Theory, was een Amerikaanse rockband uit Los Angeles, Californië die bekend stond om het spelen van mediterrane muziek, gemengd met progressieve rock. De band heeft tot nu toe drie studioalbums en drie uitgebreide toneelstukken uitgebracht. Morissay was een aanhanger van de band.

## Bezetting
- Art Karamian[4] (gitaar, zang)
- David Hakopyan[5] (basgitaar)
- Sammy J. Watson[6][7] (drums)
- Ontronik Khachaturian[8] (zang, 1999–2002)

## Geschiedenis
De Apex Theory werd in 1999 opgericht door de Armeens-Amerikaanse Los Angeles-muzikanten Ontronik Khachaturian, Art Karamian en David Hakopyan, na de verwonding van Khachaturian en het daaropvolgende vertrek uit System Of A Down. Sammy J. Watson kwam bij de band, nadat ze geen toegewijde drummer konden vinden. De band bracht hun eerste ep Extendemo uit in 2000. Het jaar daarop tekenden ze bij DreamWorks Records en brachten hun tweede ep The Apex Theory uit op 9 oktober 2001. De band trad op op het hoofdpodium tijdens de Warped Tour van 2001 en als co-headliners tijdens de MTV2-tournee van 2002.
Op 2 april 2002 bracht de band hun eerste album Topsy-Turvy uit. Het piekte op #6 in de Billboard Heatseekers hitlijst en #157 in de Billboard 200. Maanden na het uitbrengen van het album verliet Khachaturian de band en begonnen ze auditie te doen voor nieuwe zangers, voordat ze besloten dat Karamian de rol van zanger zou overnemen, waardoor de band van een kwartet naar een powertrio zou gaan. De band bracht in 2004 de ep inthatskyissomethingwatching uit. Na het veranderen van de naam in Mt. Helium, bracht de band hun tweede album Faces uit als download op 3 juni 2008.

## Stijl
Voormalig zanger Ontronik Khachaturian omschreef het geluid van de band als een zware mediterrane groove. De Michigan Daily-schrijfster Sonya Sutherland schreef: The Apex Theory combineert een zware drumondersteuning, melodieuze gitaren en honingzoete zang om een onderhoudende en emotionele boodschap te geven. De muziekstijl van de band werd beïnvloed door muziek uit het Middellandse Zeegebied, het Midden-Oosten en het Nabije Oosten. PopMatters omschreef Topsy-Turvy als een energetische mix van progressieve en moderne rock. De MTV News-schrijver Jon Wiederhorn schreef dat de Apex Theory muziek met verschillende texturen zoals heavy metal, progressieve rock, mediterrane muziek en zelfs jazz combineert. En het vreemde ritme, snel bewegende drums, whirlpool gitaren en agressieve zang van 'Shhh ... (Hope Diggy)' is een perfect voorproefje van het debuutalbum van de band. Deseret News zei dat de progressieve punk van Apex Theory exotische muzieksignaturen vermengde met psychedelische metal. Mt. Heliums stijl is ook beschreven als alternatieve metal, nu metal en post-grunge.

## Discografie

### Albums
- 2002: Topsy-Turvy
- 2008: Faces

### Ep's
- 2001: The Apex Theory
- 2004: Inthatskyissomethingwatching
- 2007: Lightpost